# داني سابسفورد
داني سابسفورد (بالإنجليزية: Danny Sapsford)‏ مواليد 3 أبريل 1969 في إنجلترا، هو لاعب كرة مضرب بريطاني سابق بدأ مسيرته كمحترف سنة 1989 وكان يلعب باليد اليمنى، اعتزل اللعب في 1999. أعلى تصنيف له في الفردي كان المركز الـ 170 في سنة 1996.

## روابط خارجية
- داني سابسفورد على موقع رابطة محترفي التنس (الإنجليزية)
- داني سابسفورد على موقع الاتحاد الدولي لكرة المضرب (الإنجليزية)
- داني سابسفورد على موقع كأس ديفيز (الإنجليزية)
- داني سابسفورد على موقع خلاصة التنس.كوم (الإنجليزية)